# Actinobactèrides
Actinobacteridae és una subclasse de bacteris, a la classe de les Actinobacteria.